# Église de Viitasaari
L'église de Viitasaari (en finnois : Viitasaaren kirkko) est une église luthérienne située à Viitasaari en Finlande,